# Maria Stolzman

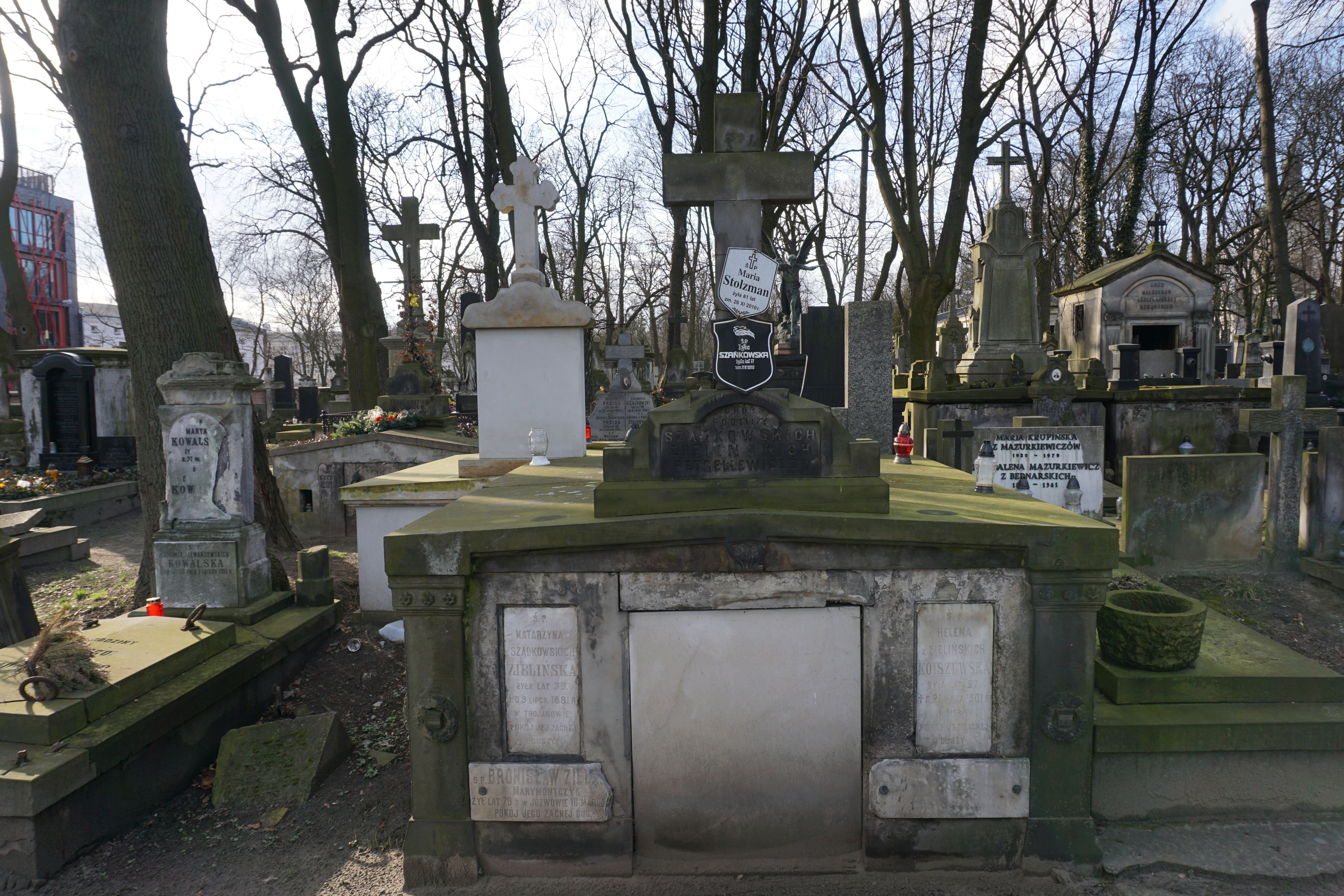
Grób Marii Stolzman na cmentarzu Powązkowskim

Maria Joanna Stolzman z domu Szańkowska (ur. 2 sierpnia 1929 w Suserzu, zm. 26 listopada 2010 w Rawie Mazowieckiej) – polska zootechnik, polityk i działaczka społeczna, doktor nauk rolniczych, posłanka na Sejm X, II i III kadencji.

## Życiorys
Córka Antoniego i Heleny. Ukończyła w 1952 studia na Wydziale Rolniczym Uniwersytetu Jagiellońskiego, po wyodrębnieniu Akademii Rolniczej otrzymała w 1958 tytuł magistra. W latach 1951–1975 pracowała w Instytucie Zootechniki w Krakowie, następnie była wicedyrektorem Centralnej Stacji Hodowli Zwierząt w Warszawie. Uzyskała stopień doktora nauk rolniczych, pod jej kierownictwem powstała publikacja Poradnik zootechnika oceny bydła: opracowanie zbiorowe.
W 1980 wstąpiła do „Solidarności”. W 1989 została posłem X kadencji z ramienia Komitetu Obywatelskiego, następnie II z ramienia Unii Demokratycznej oraz od 1999 III z ramienia Unii Wolności (objęła mandat po Juliuszu Braunie). W 2001 nie ubiegała się o reelekcję.
W 1990 była współzałożycielką Fundacji Prasowej „Solidarność”. Od 1984 pełniła społecznie funkcję sekretarza Komitetu Organizacyjnego Fundacji Rolniczej, a do 1998 była prezesem Fundacji Wspomagającej Zaopatrzenie Wsi w Wodę. Kierowała Fundacją Sue Ryder.
Zmarła 26 listopada 2010 w Rawie Mazowieckiej. 6 grudnia 2010 została pochowana na cmentarzu Powązkowskim w rodzinnym grobie (kwatera 161–3–24/25).

## Odznaczenia i wyróżnienia
W 2010, za wybitne zasługi w służbie państwu i społeczeństwu, pośmiertnie odznaczona Krzyżem Oficerskim Orderu Odrodzenia Polski. W 1980 otrzymała Złoty Krzyż Zasługi.
Wyróżniona tytułami honorowego obywatela Starachowic, Pierzchnicy i Chmielnika. W 2010 otrzymała Nagrodę im. ks. bp. Romana Andrzejewskiego (za 2009).